# Кьой дере
Кьой дере  (на гръцки: Άγγίστης Ρέμα, до 1968 година Κιόϊ Ντερέ, Кьой дере) е река в Серско, Южна Македония, Гърция.

## Път
Реката извира в северната част на Кушница (Пангео), източно над Кюпкьой (Проти), източно под връх Бухари (1435 m) под името Борданос (Μπορδάνος). Реката тече в северозападна посока. Тук на един от многобройните притоци на реката са разположени два каменни моста – Солинарудският и Светиилийският. Излиза от планината при село Кюпкьой и продължава на северозапад под името Клицокос. Минава източно от село Ангиста, посоката ѝ става почти северна и под името Кьой дере се влива като ляв приток в Драматица, северно от Гара Ангиста.